# Grigorij Karanadze
Grigorij Tieofiłowicz Karanadze (gruz. გრიგოლ თეოფილეს ძე კარანაძე, Grigol Teopiles dze Karanadze; ur. 1902 we wsi Samikao k. Senaki, zm. w maju 1970 w Tbilisi) – funkcjonariusz OGPU i NKWD, generał porucznik, ludowy komisarz spraw wewnętrznych Krymskiej ASRR (1938-1941 i 1941-1942), Dagestańskiej SRR (1942-1943) i Gruzińskiej SRR (1943-1946), minister spraw wewnętrznych Gruzińskiej SRR (1946-1952).

## Życiorys
Od 1921 działacz Komsomołu w Gruzji, 1925 wstąpił do WKP(b), funkcjonariusz partyjny, 1929-1931 funkcjonariusz gruzińskiego OGPU, 1931-1937 I sekretarz rejonowych komitetów Komunistycznej Partii (bolszewików) Gruzji w kilku miastach. 19 grudnia 1938 - 26 lutego 1941 ludowy komisarz spraw wewnętrznych Krymskiej ASRR, ponownie na tym stanowisku od 31 lipca 1941 do 17 grudnia 1942. Następnie do 7 maja 1943 ludowy komisarz spraw wewnętrznych Dagestańskiej SRR, od 7 maja 1943 do 8 kwietnia 1952 ludowy komisarz/minister spraw wewnętrznych Gruzińskiej SRR. Od 9 lipca 1945 generał porucznik. 8 kwietnia 1952 aresztowany w związku ze "sprawą megrelską", po śmierci Stalina uwolniony na rozkaz Berii i zrehabilitowany. Od 10 kwietnia do 12 października 1953 zastępca ministra spraw wewnętrznych Gruzińskiej SRR. Następnie przeniesiony do rezerwy. Od 1957 do śmierci zastępca przewodniczącego Państwowego Komitetu Gospodarstwa Leśnego Rady Ministrów Gruzińskiej SRR. W latach 1937–1950 deputowany do Rady Najwyższej ZSRR.

## Odznaczenia
- Order Lenina (24 lutego 1946)
- Order Czerwonego Sztandaru (czterokrotnie - 20 września 1943, 8 marca 1944, 16 września 1945 i 24 sierpnia 1949)
- Order Kutuzowa II klasy (24 lutego 1945)
- Order Wojny Ojczyźnianej I klasy (3 grudnia 1944)
- Order Czerwonej Gwiazdy (dwukrotnie - 26 kwietnia 1940 i 12 maja 1945)
- Odznaka "Zasłużony Funkcjonariusz NKWD" (4 lutego 1942)
- Komandor Orderu Imperium Brytyjskiego (Wielka Brytania)